# Combustibil îmbunătățit cu hidrogen
Îmbunătățirea combustibilului cu hidrogen este procesul de utilizare a unui amestec de hidrogen și combustibil convențional cu hidrocarburi într-un motor cu ardere internă, de obicei într-o mașină sau camion, în încercarea de a îmbunătăți economia de combustibil, puterea de producție, emisiile sau o combinație a acestora.
Metodele includ hidrogenul produs prin electroliză, stocarea hidrogenului pe vehicul ca al doilea combustibil sau reformarea combustibilului convențional în hidrogen cu un catalizator.
Au fost multe cercetări în domeniul amestecurilor de combustibili, injecția de protoxid de azot în benzină.
Amestecurile de hidrogen și hidrocarburi nu fac excepție. 
Aceste surse spun că contaminarea cu gazele de eșapament a fost redusă în toate cazurile și sugerează că uneori este posibilă o mică creștere a eficienței.
Multe dintre aceste surse sugerează, de asemenea, că ar putea fi necesare modificări ale raportului aer-combustibil al motorului, sincronizarea aprinderii, sistemele de control al emisiilor, sistemele de control electronic și, eventual, alte elemente de proiectare, pentru a obține rezultate semnificative.
Un vehicul modificat în acest fel poate să nu treacă controalele obligatorii anti-smog.
Datorită complexității inerente a acestor subsisteme, impuse de designul modern al motoarelor și a standardelor de emisii, astfel de afirmații făcute de susținătorii îmbunătățirii combustibilului cu hidrogen sunt greu de fundamentat și întotdeauna contestate.
Până în prezent, produsele de îmbunătățire a combustibilului cu hidrogen nu au fost abordate în mod specific de către Agenția pentru Protecția Mediului din Statele Unite ale Americii⁠(en)[traduceți], deoarece niciun dispozitiv de cercetare sau produse comerciale nu au rapoarte disponibile conform „Programului de evaluare a dispozitivelor de refacere a pieței de schimb pentru vehicule cu motor”.
Totuși, ei subliniază că instalarea unor astfel de dispozitive implică adesea modificarea ilegală a sistemului de control al emisiilor unui automobil, ceea ce ar putea duce la amenzi semnificative.
Environment Canada are o lucrare de cercetare pe acest subiect.
În testele efectuate în laboratorul lor în 2004, ei nu au găsit nicio îmbunătățire a eficienței motorului sau a economiei de combustibil. 
Există, de asemenea, multe kituri aftermarket disponibile pentru vânzare în afara SUA.
Montarea acestor kituri în afara SUA poate să nu contravină legilor din acele țări în care sunt montate.